# Scelolophia turbata
Scelolophia turbata är en fjärilsart som beskrevs av Walker 1863. Scelolophia turbata ingår i släktet Scelolophia och familjen mätare. Inga underarter finns listade.